# Raïon de Tiatchiv
Le raïon de Tiatchiv (en ukrainien : Тячівський район) est l'un des six raïon (district) de l'oblast de Transcarpatie, en Ukraine. Son chef-lieu est la ville de Tiatchiv.

## Histoire
À la suite de la réforme administrative de l'Ukraine en 2020, le nouveau raïon de Tiachiv s'est beaucoup agrandi aux dépens de ses voisins raïons de Tyachivskyi et de Rakhivskyi.

## Patrimoine
Grotte de l'Amitié.

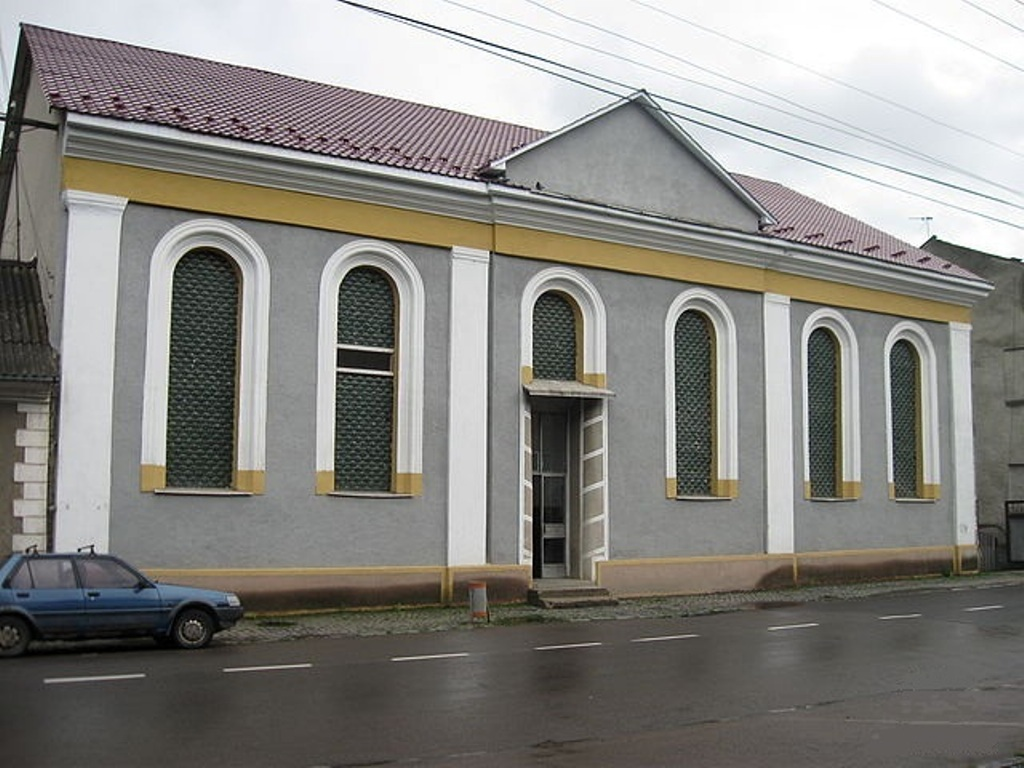
La syngogue de Tiatchiv classée
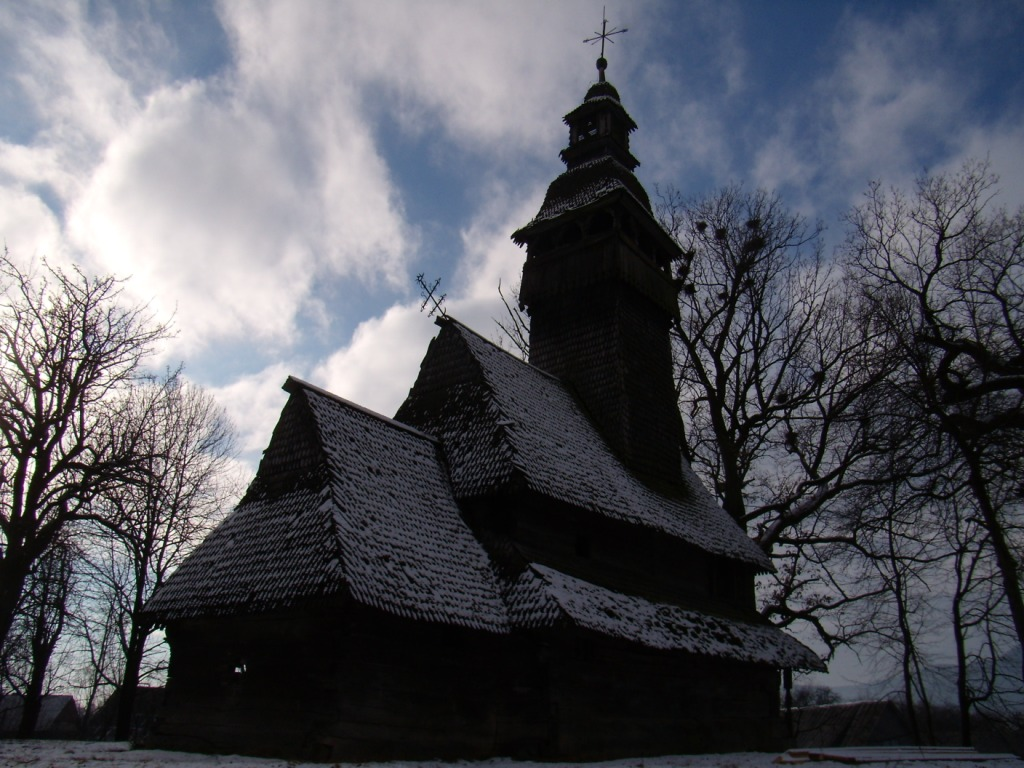
l'église st-Nicolas classée
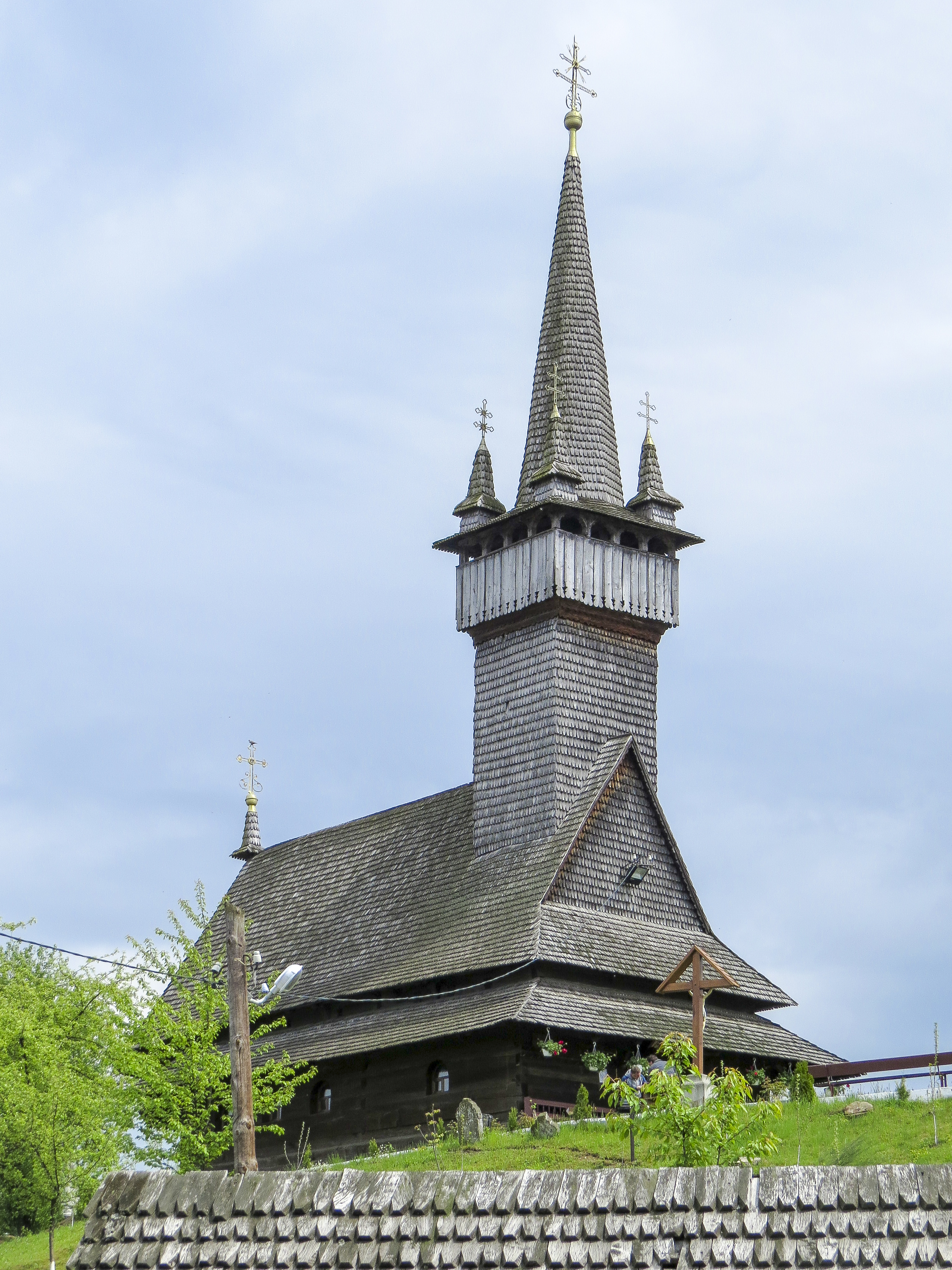
l'église st-Nicolas classée[3] à Nizhnia Apsha,
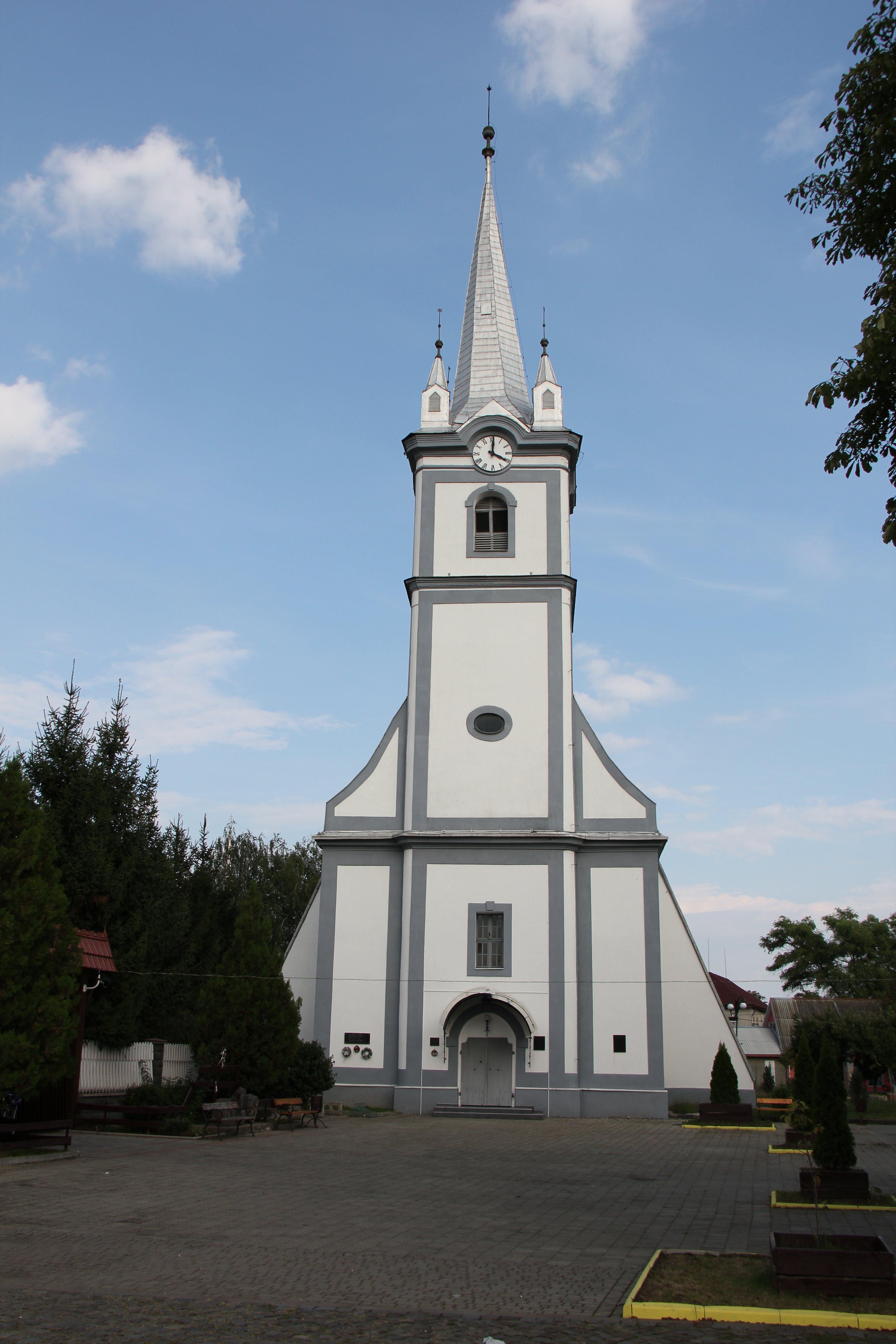
le temple de Tiatchiv classée
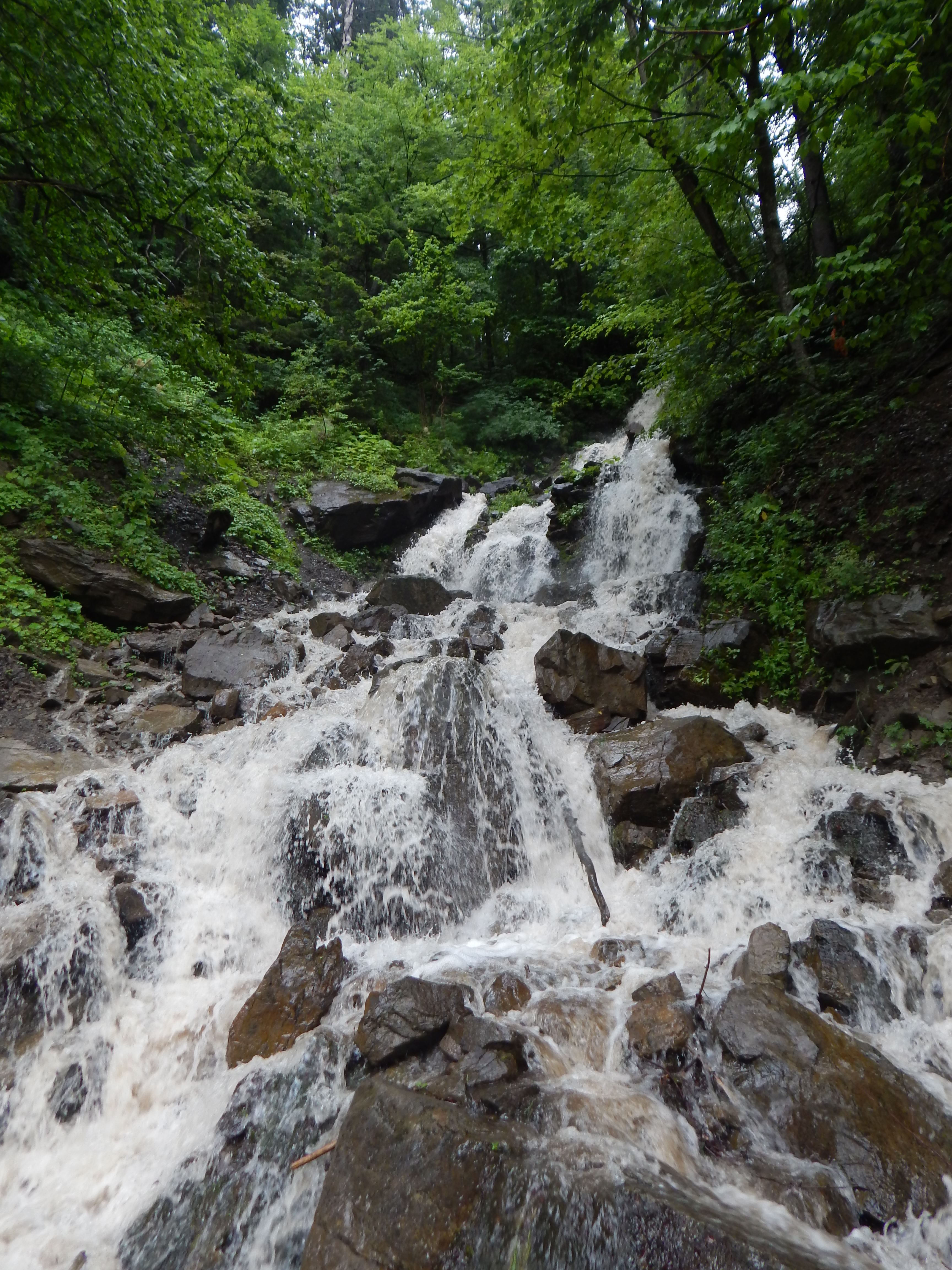
les chutes de Trufantes classées
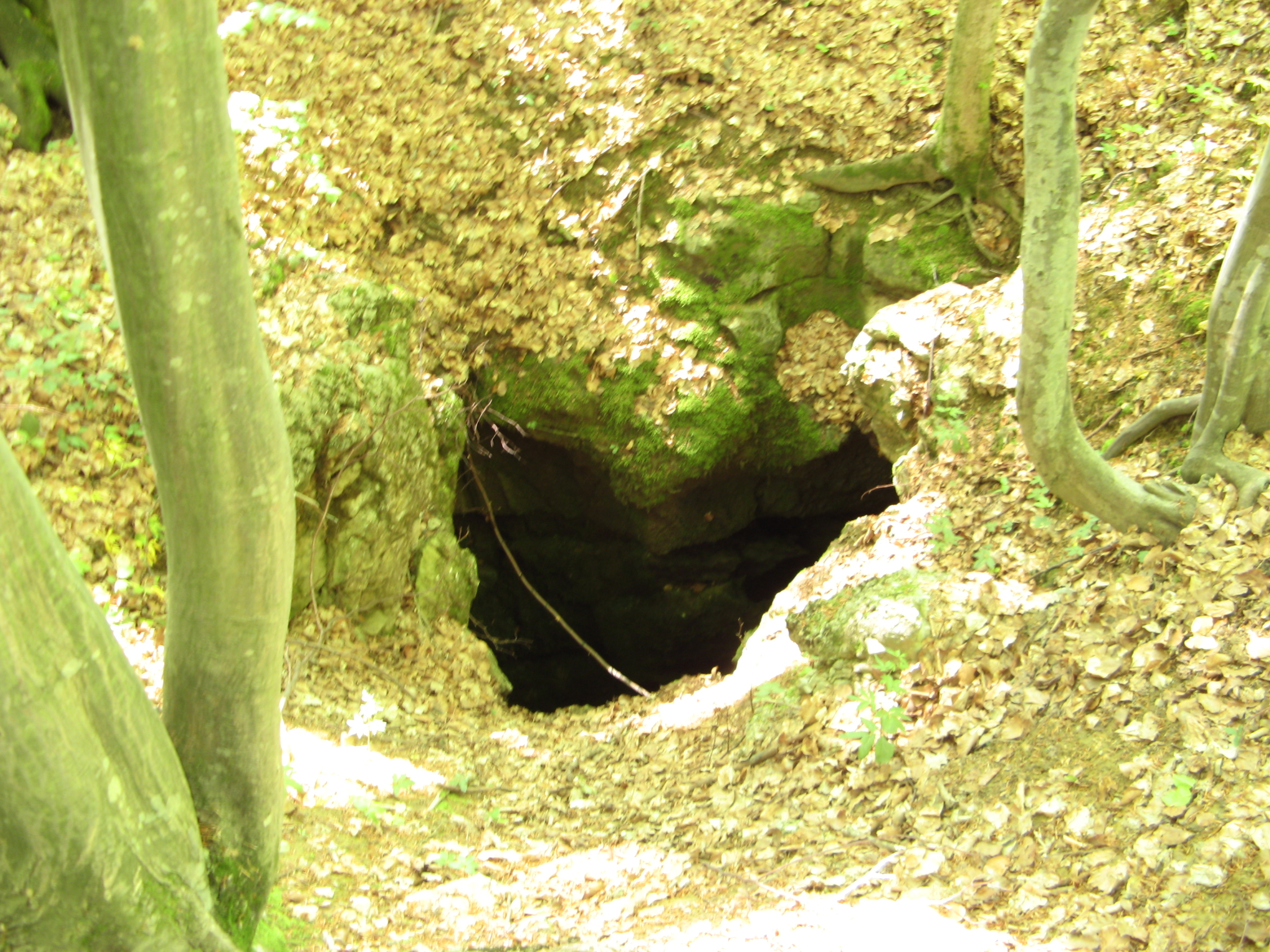
La grotte de l'Amitié classée au Registre national des monuments immeubles d'Ukraine[6] et RAMSAR no 2396.